# Elpida Memory
Elpida Memory, Inc. (エルピーダメモリ株式会社, Erupīda Memori kabushiki-gaisha, TSE : 6665) est une entreprise japonaise basée à Tokyo, créée en 1999 qui conçoit, développe, produit et commercialise des produits DRAM.

## Histoire
L'entreprise nait de la fusion des divisions DRAM de Hitachi et NEC, auxquelles vient s'ajouter Mitsubishi en 2003.
En 2009, Elpida rachète trois fabricants taïwanais, ProMos, Powerchip et Rexchip, ainsi que l'allemand Qimonda.
En 2012, face à la concurrence des sud-coréens Samsung Electronics et Hynix, la société se déclare en faillite.
En 2013, Elpida est racheté par Micron.
Elpida annonce le 23 janvier 2014 que la société change de nom au profit de Micron Memory Japan, Inc. à partir du 28 février 2014.